# Straumsøya
Straumsøya est une île norvégienne du comté de Hordaland appartenant administrativement à Austevoll.

## Description
Rocheuse et couverte d'arbres, elle s'étend sur environ 874 m de longueur pour une largeur approximative de 637 m.
Elle comporte une habitation et plusieurs bâtiments.